# Oftalmoskopia

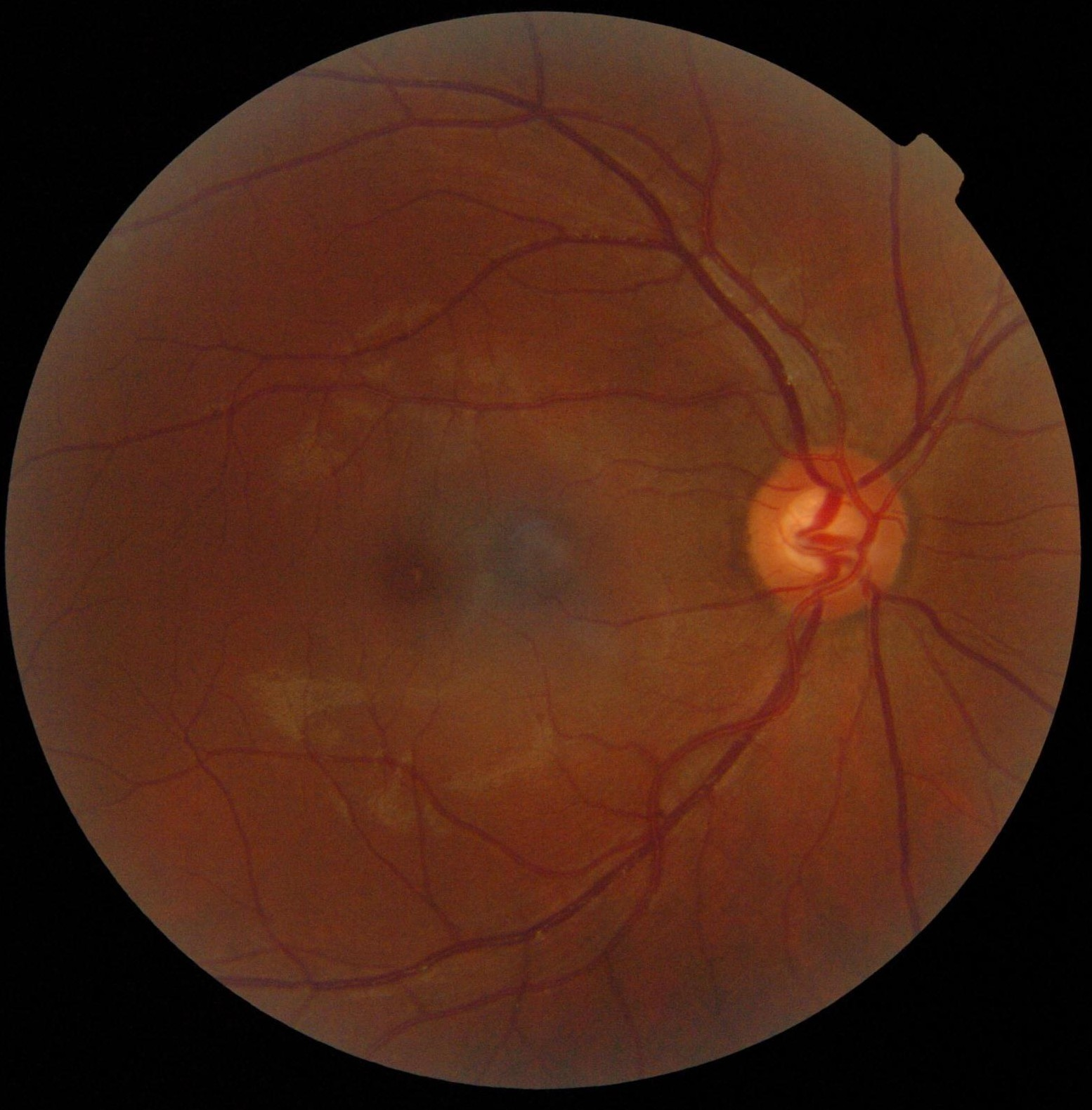
Obraz dna oka uzyskany w oftalmoskopii, po lewej stronie od tarczy nerwu wzrokowego widoczna jest plamka żółta.

Oftalmoskopia (wziernikowanie dna oka, fundoskopia) – badanie dna oka, przeprowadzane za pomocą oftalmoskopu. Dokonywane w celu zdiagnozowania różnych zaburzeń ogólnoustrojowych (np. nadciśnienie tętnicze, cukrzyca, miażdżyca). Oprócz tego oftalmoskopia umożliwia rozpoznanie nieprawidłowości w budowie i funkcjonowaniu siatkówki, błony naczyniowej i nerwu wzrokowego.
Wyróżnia się oftalmoskopię: bezpośrednią i pośrednią.

## Technika badania
Przed badaniem należy rozszerzyć źrenicę poprzez dospojówkowe podanie tzw. mydriatyków, czyli leków rozszerzających źrenicę (tropikamid, neosynefryna). Po rozszerzeniu źrenicy i zniknięciu reakcji źrenicy na światło (jej zwężania) do badanego oka stopniowo przybliża się oftalmoskop. Początkowo oświetla się gałkę oczną z ok. 15 centymetrów, obserwując czerwony odblask z dna oka. Badanemu poleca się patrzeć na ucho badającego i stopniowo przybliża się oftalmoskop w kierunku oka. Należy pamiętać, że prawe oko bada się prawym okiem, a lewe – lewym. Następnie, korygując ostrość widzenia na pokrętle oftalmoskopu, obserwuje się tarczę nerwu wzrokowego (przy lekkim patrzeniu w bok), okolicę plamkową wraz z dołkiem środkowym (przy patrzeniu wprost na źródło światła) oraz następnie obserwuje się obwodowe części dna oka ze szczególnym uwzględnieniem znajdujących się tam tętnic i żył.